# Grevillea helmsiae
Grevillea helmsiae är en tvåhjärtbladig växtart som beskrevs av Frederick Manson Bailey. Grevillea helmsiae ingår i släktet Grevillea och familjen Proteaceae. Inga underarter finns listade i Catalogue of Life.